# Haljinići
Haljinići (en cyrillique : Хаљинићи) est un village de Bosnie-Herzégovine. Il est situé dans la municipalité de Kakanj, dans le canton de Zenica-Doboj et dans la fédération de Bosnie-et-Herzégovine. Selon les premiers résultats du recensement bosnien de 2013, il compte 269 habitants.

## Démographie

### Évolution historique de la population
| 1948 | 1953 | 1961  | 1971  | 1981  | 1991 | 2013 |
| ---- | ---- | ----- | ----- | ----- | ---- | ---- |
| -    | -    | 1 006 | 1 198 | 1 539 | 815  | 269  |

|  |

### Communauté locale
En 1991, la communauté locale de Haljinići comptait 1 773 habitants, répartis de la manière suivante :